# الكسندر أوبيرت
الكسندر أوبيرت (بالإنجليزية: Alexander Aubert)‏ (و. 1730 – 1805 م) هو عالم فلك وكان عضواً في الجمعية الملكية .
توفي عن عمر يناهز 75 عاماً.

## جوائز
حصل على جوائز منها:
- زميل في الجمعية الملكية.